# La Daguenière
La Daguenière korábbi község Franciaország Loire mente régiójában, Maine-et-Loire megyében. 2016. január 1-jén hat másik korábbi községgel egyesült és Loire-Authion új község része lett.
Lakosainak száma 1230 fő (2018. január 1.). La Daguenière Blaison-Saint-Sulpice, La Bohalle, Brain-sur-l’Authion, Juigné-sur-Loire, Les Ponts-de-Cé, Saint-Jean-des-Mauvrets, Saint-Saturnin-sur-Loire, Saint-Sulpice és Trélazé községekkel határos.

## Népesség
A település népességének változása:
| Lakosok száma | 671  | 630  | 1061 | 1196 | 1246 | 1291 | 1277 | 1285 | 1245 | 1230 |
|               | 1962 | 1968 | 1982 | 1990 | 1999 | 2008 | 2011 | 2013 | 2017 | 2018 |